# Цзэн И
Цзэн И (кит. упр. 曾毅, пиньинь Zēng Yì; 8 марта 1929, Цзеси, Гуандун — 13 июля 2020, Пекин) — китайский вирусолог, член Китайской академии наук (1993), иностранный член РАМН (1993—2014) и РАН (с 2014).
Родился 8 марта 1929 года в посёлке Уцзинфу уезда Цзеян провинции Гуандун (сейчас это место находится на территории уезда Цзеси). Окончил Шанхайский медицинский колледж (1952), избрав своей специальностью вирусологию.
Работал в отделении микробиологии Медицинского колледжа Чжуншань в Гуанчжоу. В 1956 году переведён в отдел вирусов отделения микробиологии Центрального института здравоохранения Пекина.
В 1974—1975 годах в качестве приглашенного исследователя изучал опухолевые вирусы в Университете Глазго.
После возвращения в Китай работал в Академии медицинских наук КНР и Академии профилактической медицины.
С 1981 года заместитель директора Института вирусологии, с декабря 1983 года — заместитель директора Китайской академии профилактической медицины.
В последующем — научный сотрудник Института контроля и профилактики вирусных заболеваний и профессор Китайского технологического университета.
В 1993 году избран академиком Академии наук Китая. Иностранный член РАМН (1993—2014), иностранный член РАН (2014).
Создал серию серологических методов диагностики рака носоглотки, которые широко используются в Китае, с их помощью точность ранней диагностики повысилась с 20-30 до 80-90 %.
Выделил первый в Китае штамм ВИЧ-1АС.
Умер в Пекине 13 июля 2020 года